# Isabel de Guevara
Isabel de Guevara (1530 – 1556) va ser una de les poques dones europees que va acceptar l'oferta de la corona espanyola per unir-se a la colonització espanyola d'Amèrica al Nou Món durant la primera onada de conquesta i repoblació. Guevara va formar part el 1534 en el primer viatge de Pedro de Mendoza, amb un grup de 1.500 colonitzadors, incloent vint dones, amb destinació al Riu de la Plata, l'actual Argentina. Segons els arxius espanyols, “va patir totes les incomoditats i perills de la conquesta.” En la correspondència de Guevara es dibuixa un dels retrats més elaborats i perdurables dels perills de la vida colonial. Als tres mesos de la seva arribada, a causa de l'hostilitat dels indígenes, la inanició i la privació, Isabel de Guevara va calcular que uns mil colons que havien arribat amb ella al Nou Món havien mort de gana. Les estimacions d'altres colonitzadors de l'època donaven xifres superiors a 10.000.

## Cartes
En una de les seves primeres cartes, de Guevara va descriure com 160 colonitzadors conformaven la força defensiva mentre que "400 homes i alguns cavalls” anaven al davant cap al nou fort de Corpus Christi. Gairebé la meitat dels homes van morir en la missió. De Guevara va sobreviure i va descriure als seus companys com “molt decaiguts amb les dents i els llavis negres, semblen més morts que vius”.
El 1556, de Guevara portava a Amèrica 22 anys. Havia perdut al seu germà o al seu pare, no se sap amb exactitud perquè els registres són poc clars, i estava sense família. Va deixar Buenos Aires quan el fort va quedar desert per fer l'arriscat viatge de 800 milles a dalt del Riu Paraná fins a Asunción, la capital de Paraguai. El 1542 va contreure matrimoni de conveniència amb Juan de Esquivel, un castellà que va ser executat després en les guerres polítiques internes.
En una carta que va escriure el 1556 a la princesa Joana d'Habsburg i de Portugal, cap del Consell en les Índies, Isabel de Guevara va argumentar que els seus treballs li donaven dret a una partició de terra i a esclaus indígenes. Va escriure que a causa de la fam els homes colonitzadors estaven esvaïts i tot el treball quedava en mans de les dones, incloent tant les labors civils com militars.